# Leliano
Ulpio Cornelio Leliano (en latín, Ulpius Cornelius Laelianus) conocido simplemente como Leliano fue un usurpador romano contra Póstumo, el emperador del Imperio Galo.

## Orígenes
Se conoce muy poco sobre Leliano. Tiene un nombre común a una importante familia hispana de la nobleza, los Ulpios, entre los que se encuentra Trajano, y pudo haber sido pariente suyo. Esta versión está apoyada por la fuerte alusión a Hispania en un aureus que acuñó, que contiene la figura de Hispania con un conejo a su lado. Si de veras era su pariente, esta puede ser la razón por la que Hispania se alió con Claudio II el Gótico, tras la muerte de Póstumo, al parecer sin derramamiento de sangre.

## Reinado

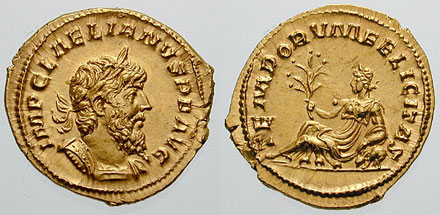
Áureo de Leliano; en el reverso, figura de Hispania.

Leliano se proclamó emperador en Maguncia en febrero o marzo de 269. Aunque su posición exacta no nos es conocida, se cree que fue un oficial veterano bajo Póstumo, legado de Germania Superior o comandante de la Legio XXII Primigenia. Leliano constituía un grave peligro para Póstumo porque las dos legiones que mandaba (la Primigenia en Maguncia y la Legio VIII Augusta en Estrasburgo); sin embargo, su rebelión fue aplastada sólo dos meses después, muriendo Leliano por mano de sus propios soldados o por las tropas de Póstumo tras el asedio a su capital. El asedio a Maguncia también resultó fatal para Póstumo, se dice que fue asesinado cuando rehusó permitir a sus tropas saquear la ciudad tras su captura.
Leliano aparece listado entre los Treinta Tiranos en la Historia Augusta.